# Біберіст
Біберіст (нім. Biberist) — громада  в Швейцарії в кантоні Золотурн, округ Вассерамт.

## Географія
Громада розташована на відстані близько 28 км на північ від Берна, 4 км на південний схід від Золотурна.
Біберіст має площу 12,3 км², з яких на 26,7% дозволяється будівництво (житлове та будівництво доріг), 37% використовуються в сільськогосподарських цілях, 34,2% зайнято лісами, 2,1% не є продуктивними (річки, льодовики або гори).

## Демографія
2019 року в громаді мешкало 8766 осіб (+10% порівняно з 2010 роком), іноземців було 25,3%. Густота населення становила 716 осіб/км².
За віковим діапазоном населення розподілялося таким чином: 19,6% — особи молодші 20 років, 60,3% — особи у віці 20—64 років, 20% — особи у віці 65 років та старші. Було 3891 помешкань (у середньому 2,2 особи в помешканні).
Із загальної кількості 3378 працюючих 66 було зайнятих в первинному секторі, 769 — в обробній промисловості, 2543 — в галузі послуг.